# Fred Schmidt
Fred Schmidt (n. 23 octombrie 1943, Evanston, Illinois, SUA) este un înotător american, medaliat olimpic. A participat la o ediție a Jocurilor Olimpice (1964) în care a câștigat două medalii de aur și o medalie de bronz.